# Holly Hunter

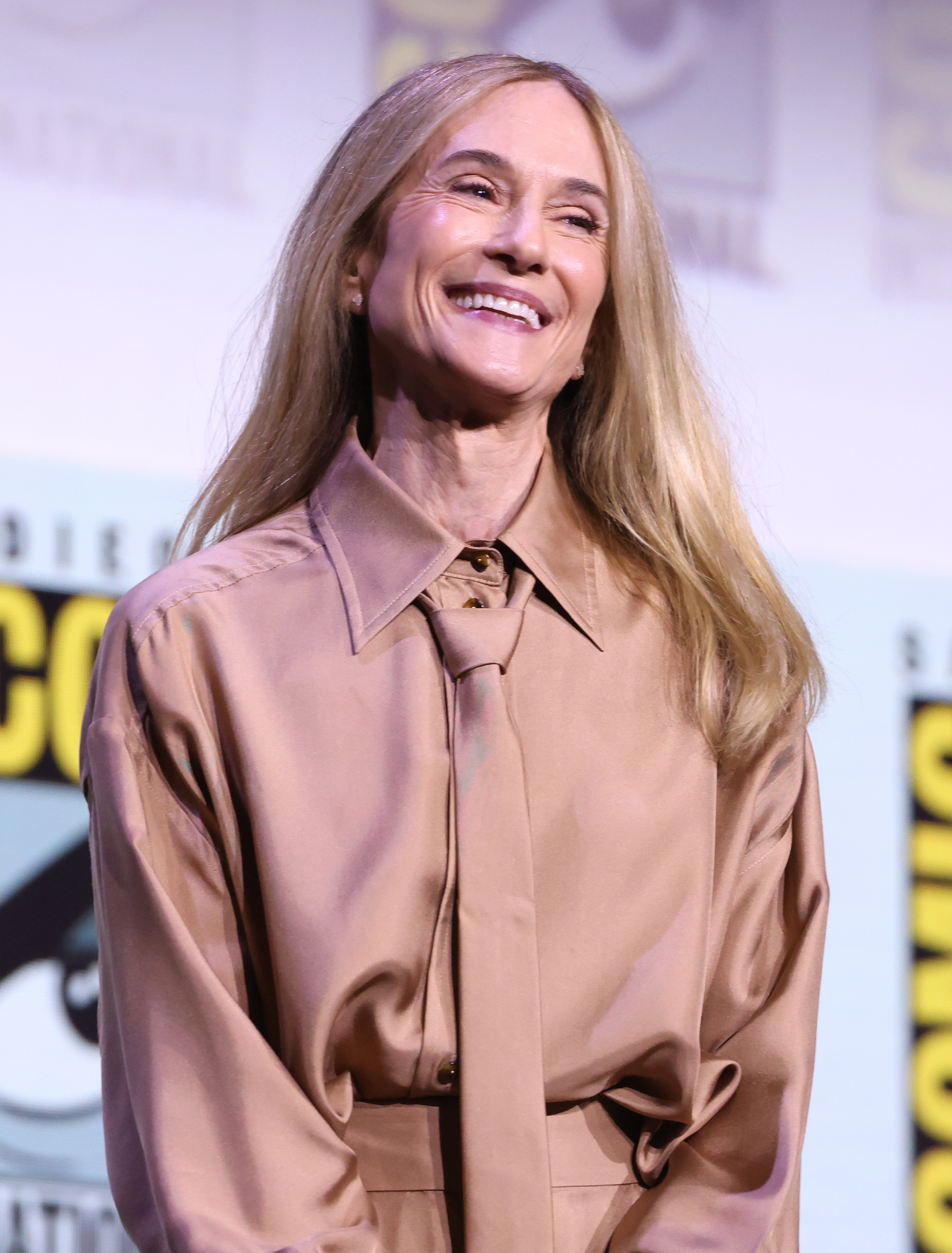
Holly Hunter (2025)

Holly Patricia Hunter (* 20. März 1958 in Conyers, Georgia) ist eine US-amerikanische Schauspielerin und Synchronsprecherin. Für ihre Hauptrolle in Das Piano gewann sie 1994 den Oscar als Beste Hauptdarstellerin, überdies ist sie 
Golden-Globe- und zweifache Emmy-Preisträgerin.

## Leben
Holly Hunter wurde als jüngstes von sieben Kindern einer Farmerfamilie in Georgia geboren. Sie begann bereits im frühen Schulalter mit dem Theaterspielen, so spielte sie Helen Keller in einem Schultheaterstück. Ab 1976 absolvierte sie ein Schauspielstudium an der Carnegie Mellon University in Pittsburgh. Nach ihrem Abschluss lebte sie von 1980 bis 1982 in New York City, wo sie als Bühnenschauspielerin tätig war. Anschließend zog sie nach Hollywood. Sie spielte ihre erste Filmrolle 1981 in dem Highschool-Horrorfilm Brennende Rache, danach spielte sie einige Nebenrollen bei Film- und Fernsehserien. 
1987 spielte sie an der Seite von Nicholas Cage die weibliche Hauptrolle in dem Film Arizona Junior von Joel Coen, was als ihr Durchbruchsfilm gilt. Einen weiteren Erfolg hatte sie noch im selben Jahr mit der Nachrichtensatire Nachrichtenfieber – Broadcast News, wo sie neben William Hurt und Alan Brooks eine Nachrichtensprecherin spielte. Eine weitere Hauptrolle hatte sie 1989 als Witwe eines Piloten in Always – Der Feuerengel von Montana, einem der weniger erfolgreichen Filme von Steven Spielberg.
Ihren größten Erfolg erzielte sie 1993 mit dem historischen Filmdrama Das Piano unter Regie von Jane Campion. Für ihre Darstellung der stummen Klavierspielerin Ada McGrath gewann Hunter in der Kategorie Beste Hauptdarstellerin im Jahr 1994 einen Oscar. In den 1990er-Jahren folgten weitere Hauptrollen in aufwendigen Hollywood-Filmen, so in dem Thriller Die Firma (1993) an der Seite von Tom Cruise, als Polizeiinspektorin in Copykill (1995) neben Sigourney Weaver oder in der romantischen Komödie Wachgeküßt (1998) mit Danny DeVito. Sie spielte aber auch in ungewöhnlicheren Filmen wie Jodie Fosters Regiedebüt Familienfest und andere Schwierigkeiten (1995) oder David Cronenbergs umstrittenem Crash (1996). Beginnend mit dem ebenfalls kontroversen Film Dreizehn (2003), in dem sie als alleinerziehende Mutter von Evan Rachel Woods Figur auftrat, fungierte sie mehrfach als Executive Producer. In dem weltweit erfolgreichen Animationsfilm Die Unglaublichen – The Incredibles sprach sie 2004 die weibliche Hauptfigur Helen Parr.
Von 2007 bis 2010 spielte sie die Hauptrolle der Ermittlerin Grace Hanadarko in der Krimiserie Saving Grace, für die sie unter anderem für den Emmy Award und den Golden Globe Award nominiert wurde. Seitdem wirkt sie häufiger an Fernsehproduktionen mit. 2013 spielte sie in der Fernsehserie Top of the Lake ein zweites Mal nach Das Piano unter Jane Campions Regie. 2016 hatte sie eine Nebenrolle in der Comicverfilmung Batman v Superman: Dawn of Justice, im darauffolgenden Jahr war sie in der Komödie The Big Sick in einer Mutterrolle zu sehen.
Zwischen 1995 und 2001 war Hunter mit dem polnischen Kameramann Janusz Kamiński verheiratet. Mit ihrem Lebenspartner, dem britischen Schauspieler Gordon MacDonald, hat sie Zwillinge.

## Filmografie (Auswahl)
- 1981: Brennende Rache (The Burning)
- 1983: Obsession – Die dunkle Seite des Ruhms (Svengali, Fernsehfilm)
- 1984: Blood Simple – Eine mörderische Nacht (Blood Simple, Stimme)
- 1984: Swing Shift – Liebe auf Zeit (Swing Shift)
- 1987: Arizona Junior (Raising Arizona)
- 1987: Ein Aufstand alter Männer (A Gathering of Old Men, Fernsehfilm)
- 1987: Mit Volldampf nach Chicago (End of the Line)
- 1987: Nachrichtenfieber – Broadcast News (Broadcast News)
- 1989: Miss Firecracker
- 1989: Eine Frau klagt an (Roe vs. Wade, Fernsehfilm)
- 1989: Einfach affig (Animal Behavior)
- 1989: Always – Der Feuerengel von Montana (Always)
- 1991: Ein charmantes Ekel (Once Around)
- 1992: Verrückt vor Liebe (Crazy in Love, Fernsehfilm)
- 1993: The Positively True Adventures of the Alleged Texas Cheerleader-Murdering Mom (Fernsehfilm)
- 1993: Das Piano (The Piano)
- 1993: Die Firma (The Firm)
- 1995: Copykill (Copycat)
- 1995: Familienfest und andere Schwierigkeiten (Home for the Holidays)
- 1996: Crash
- 1997: Lebe lieber ungewöhnlich (A Life Less Ordinary)
- 1998: Wachgeküßt (Living Out Loud)
- 1999: Woman Wanted
- 2000: Gefühle, die man sieht – Things You Can Tell (Things You Can Tell Just by Looking at Her)
- 2000: Timecode
- 2000: O Brother, Where Art Thou? – Eine Mississippi-Odyssee (O Brother, Where Art Thou?)
- 2000: Zeit der Gerechtigkeit (Harlan County War, Fernsehfilm)
- 2001: When Billie Beat Bobby (Fernsehfilm) (auch Executive Producer)
- 2002: Moonlight Mile
- 2003: Levity
- 2003: Dreizehn (Thirteen) (auch Executive Producer)
- 2004: Die Ex-Freundinnen meines Freundes (Little Black Book)
- 2004: Die Unglaublichen – The Incredibles (The Incredibles, Stimme)
- 2005: Nine Lives
- 2005: The Big White – Immer Ärger mit Raymond (The Big White)
- 2007–2010: Saving Grace (Fernsehserie, 46 Folgen)
- 2012: Jackie – Wer braucht schon eine Mutter (Jackie)
- 2012: Um Klassen besser (Won’t Back Down)
- 2013: Top of the Lake (Fernsehserie, 6 Folgen)
- 2013: Bonnie & Clyde (Miniserie, 2 Folgen)
- 2014: Manglehorn – Schlüssel zum Glück (Manglehorn)
- 2016: Batman v Superman: Dawn of Justice
- 2016: Strange Weather
- 2017: The Big Sick
- 2017: Song to Song
- 2018: Here and Now (Fernsehserie, 10 Folgen)
- 2018: Die Unglaublichen 2 (Incredibles 2, Stimme)
- 2019: Succession (Fernsehserie, 6 Folgen)
- 2019–2020: Bless the Harts (Fernsehserie, 3 Folgen, Stimme)
- 2020: The Comey Rule: Größer als das Amt (The Comey Rule, Miniserie, 2 Folgen)
- 2021: Pixar Popcorn (Webserie, Folge 1x06, Stimme)
- 2021–2022: Mr. Mayor (Fernsehserie, 20 Folgen)
- 2025: The Electric State

## Auszeichnungen

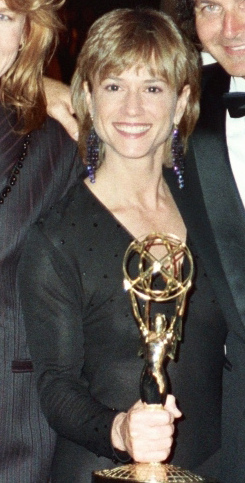
Holly Hunter (1989)

- 1988: Silberner Bär auf der Berlinale für ihre Darstellung in Nachrichtenfieber – Broadcast News
- 1988: Oscar: nominiert als Beste Hauptdarstellerin (Nachrichtenfieber – Broadcast News)
- 1989/1993: Emmy
- 1993: Darstellerpreis der Filmfestspiele von Cannes (Das Piano)
- 1994: Oscar: Beste Hauptdarstellerin (Das Piano)
- 1994: Oscar: nominiert als Beste Nebendarstellerin (Die Firma)
- 1994: London Critics Circle Film Award: Beste Schauspielerin (Das Piano)
- 1994: Golden Globe: Beste Hauptdarstellerin in einem Drama (Das Piano)
- 2004: Golden Globe: Beste Nebendarstellerin in einem Drama (Dreizehn)
- 2004: Oscar: nominiert als Beste Nebendarstellerin (Dreizehn)
- 2008: Stern auf dem Walk of Fame